# Farkaslyuk
Farkaslyuk község Borsod-Abaúj-Zemplén vármegyében, az Ózdi járásban.

## Fekvése
Az Upponyi-hegységtől nyugatra, az Ózdi-patak völgyfőjében, medencedombsági területen épült fel. Miskolctól közúton 50 kilométerre nyugatra, Ózdtól 6 kilométerre délkeletre. Környékén jelentős az erdők aránya.

### Környező települések
A legközelebbi település egyben a legközelebbi város is: a községtől északra fekvő Ózd legutolsó házai mindössze néhány száz méterre állnak Farkaslyuk északi részének utcáitól. Légvonalban mindössze néhány kilométerre nyugatra található Arló, délnyugatra pedig Járdánháza, ezekkel azonban közvetlen közúti összeköttetése nincs. Déli szomszédja a légvonalban és közúton egyaránt mintegy 7 km-re fekvő Csernely, míg a délkeletre (kb. 12 km-re) elterülő Csokvaománnyal és a keleti irányban hasonló távolságra eső Sátával szintén nincs közvetlen közúti összeköttetésben.

### Megközelítése
Csak közúton közelíthető meg, az Ózdról Szilvásváradra vezető 2508-as úton.

## Nevének eredete
A hagyomány szerint egy farkasok utáni hajtóvadászat után kapta a hely a Farkaslyuk nevet.

## Története
A terület a múltban Ózd községhez, majd a városhoz tartozott. A völgyet mocsár, a domboldalakat erdő borította. A mai meddőhányó helyén a 19. század elején még Farkaslyuk tanya állt. Itt volt az egykori földesúr vadőreinek és erdőkerülőinek a lakóhelyük. A Rima-Murány-Salgótarján Vasmű Rt 1913-ban kezdett hozzá a bányanyitási munkálatoknak. Az 1914-ben a közelben megnyitott szénbánya sokáig nyújtott munkát a lakóknak. A település a bánya bezárása után válságba került, és lakói úgy döntöttek, különálló településként több esélyük van a fennmaradásra. 1996. október 13-án Farkaslyuk lakói népszavazáson döntöttek a település önállóságáról. Az önállósodásra 1999. május 1-jén került sor.

## Közélete

### Polgármesterei
- 1999–2002: Gábor Dezső (független)[4]
- 2002–2006: Gábor Dezső (MSZP)[5]
- 2006–2010: Gábor Dezső (MSZP)[6]
- 2010–2014: Gábor Dezső (MSZP)[7]
- 2014–2019: Gábor Dezső (MSZP)[8]
- 2019–2024: Pintér Zsolt (Fidesz-KDNP)[9]
- 2024– : Pintér Zsolt (Fidesz-KDNP)[1]

Az 1999 nyarától önállóvá vált község első, időközi önkormányzati választása 1999. július 18-án zajlott, a polgármester-választás tekintetében egy pártjelölt és egy független induló részvételével; a választás ez utóbbi (nagy arányú) győzelmét hozta.

## Népesség
A település népességének változása:
| Lakosok száma | 1929 | 1901 | 1827 | 1749 | 1816 | 1922 | 1958 |
|               | 2013 | 2014 | 2018 | 2021 | 2022 | 2023 | 2024 |

A 2001-es népszámláláskor a település lakosságának 78%-a magyar, 22%-a cigány nemzetiségűnek vallotta magát.
A 2011-es népszámlálás során a lakosok 89,4%-a magyarnak, 41,9% cigánynak, 0,2% németnek mondta magát (10,6% nem nyilatkozott; a kettős identitások miatt a végösszeg nagyobb lehet 100%-nál). A vallási megoszlás a következő volt: római katolikus 50%, református 4,5%, görögkatolikus 2,9%, evangélikus 0,5%, felekezeten kívüli 18,5% (19,2% nem válaszolt).
2022-ben a lakosság 90,7%-a vallotta magát magyarnak, 30,9% cigánynak, 0,4% németnek, 0,1-0,1% bolgárnak, ruszinnak és ukránnak, 0,9% egyéb, nem hazai nemzetiségűnek (9,2% nem nyilatkozott; a kettős identitások miatt a végösszeg nagyobb lehet 100%-nál). Vallásuk szerint 40,9% volt római katolikus, 2,5% református, 2,1% görög katolikus, 2,7% egyéb keresztény, 0,2% evangélikus, 14,5% felekezeten kívüli (36,8% nem válaszolt).

## Galéria

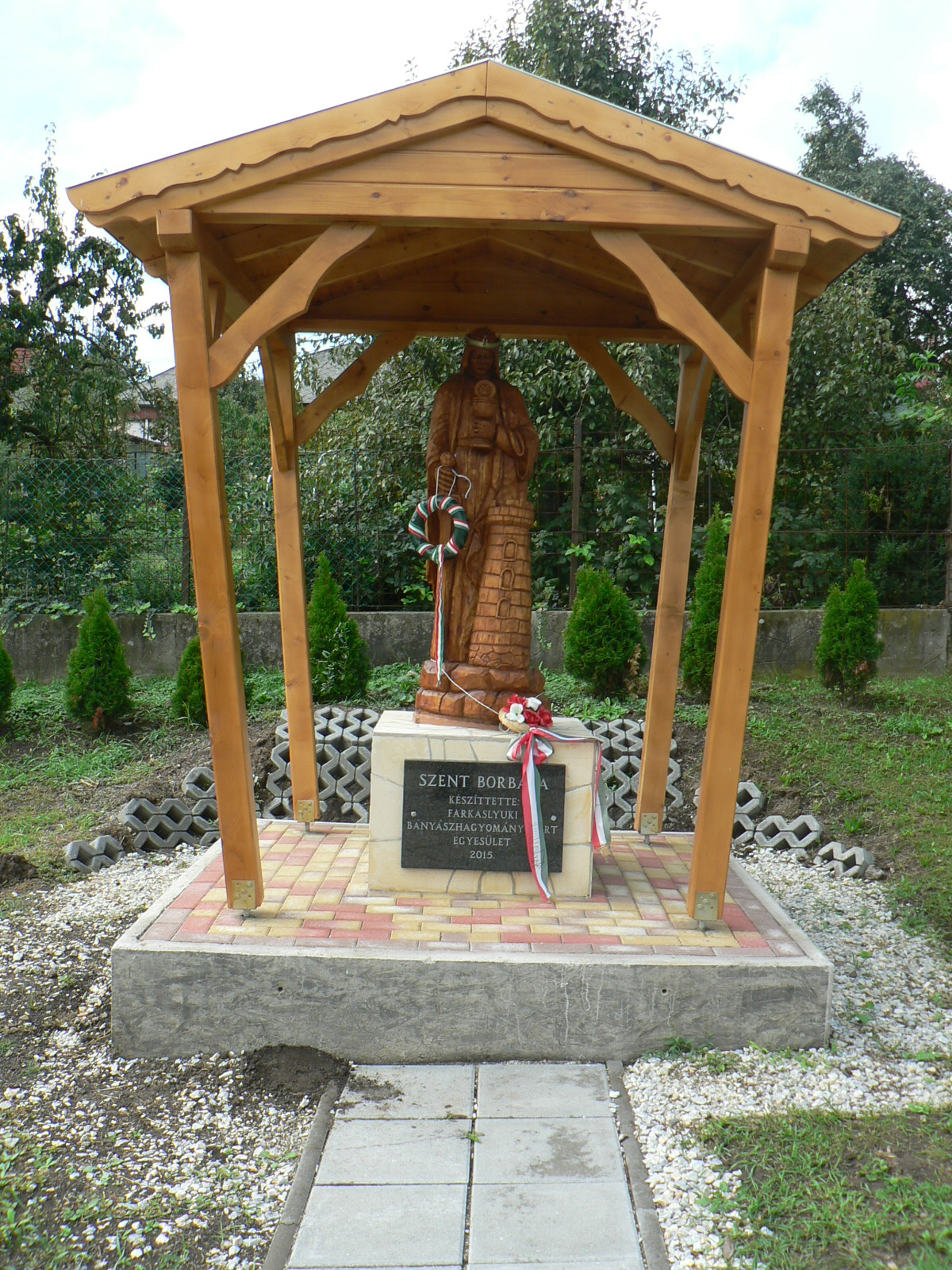
Szent Borbála-emlékmű a farkaslyuki bányász emlékparkban
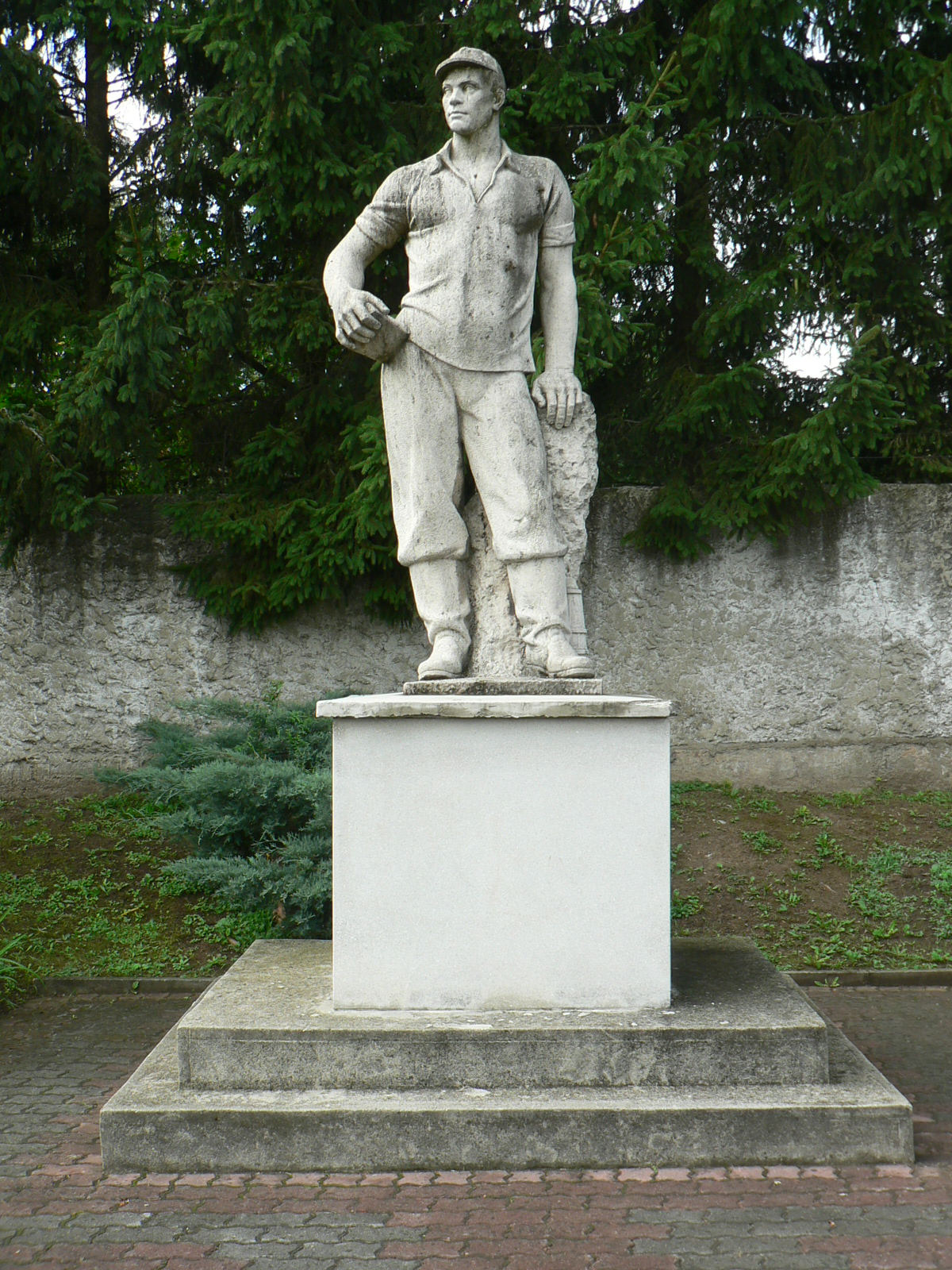
Bányász emlékműve az emlékparkban, ismeretlen szobrász alkotása
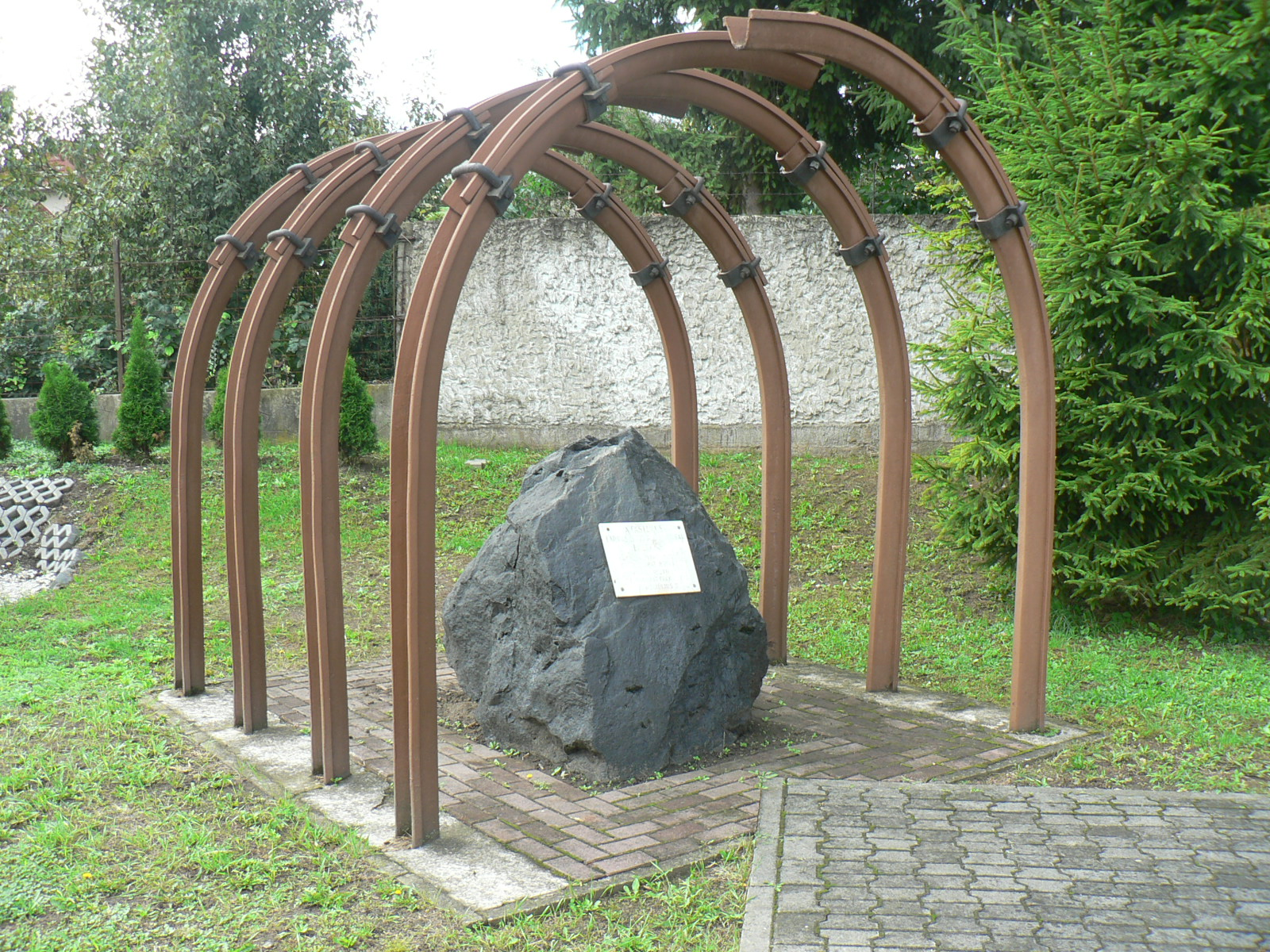
A fasizmus áldozatainak emlékműve a farkaslyuki bányász emlékparkban
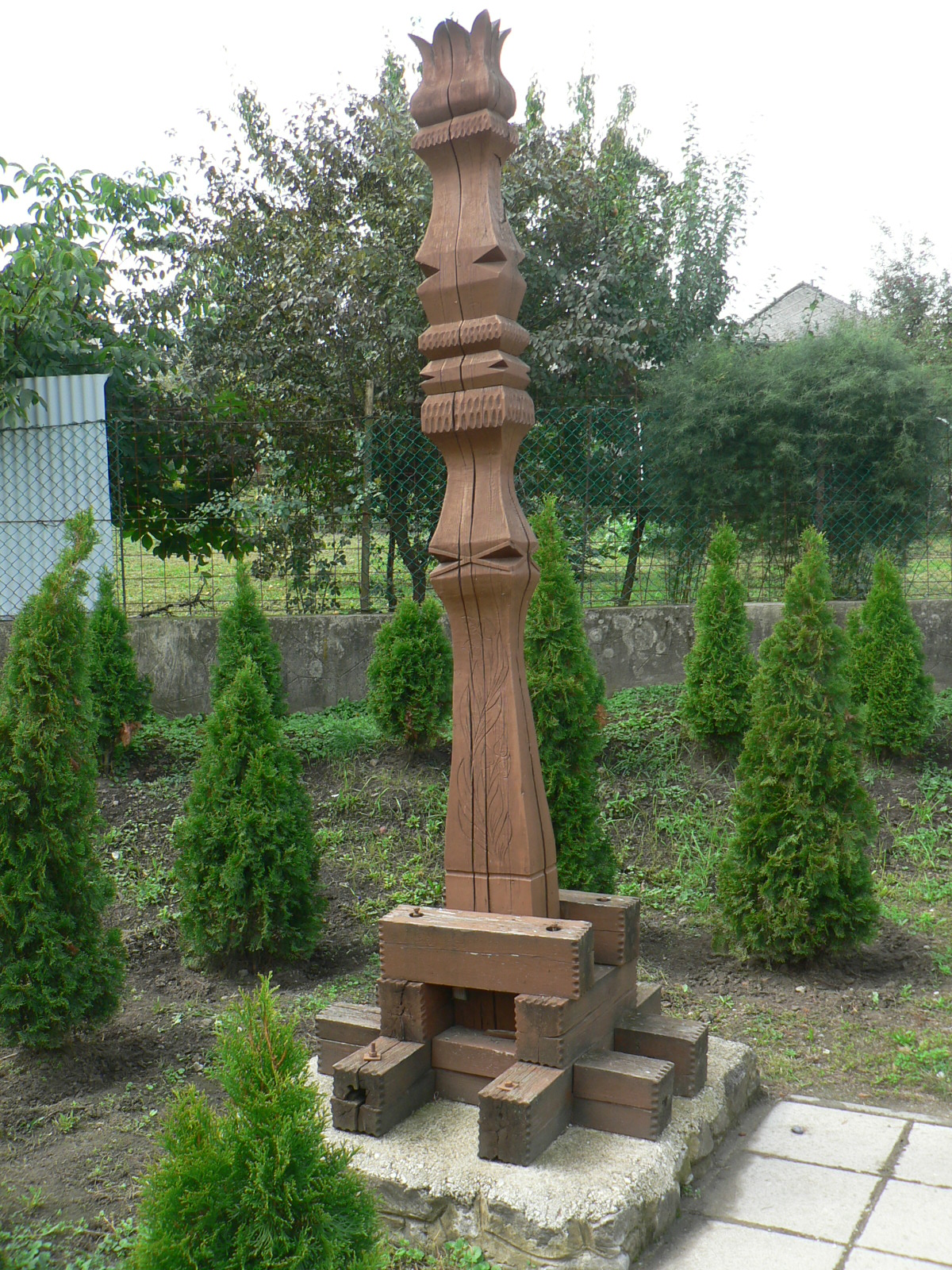
Kopjafa a farkaslyuki bányász emlékparkban
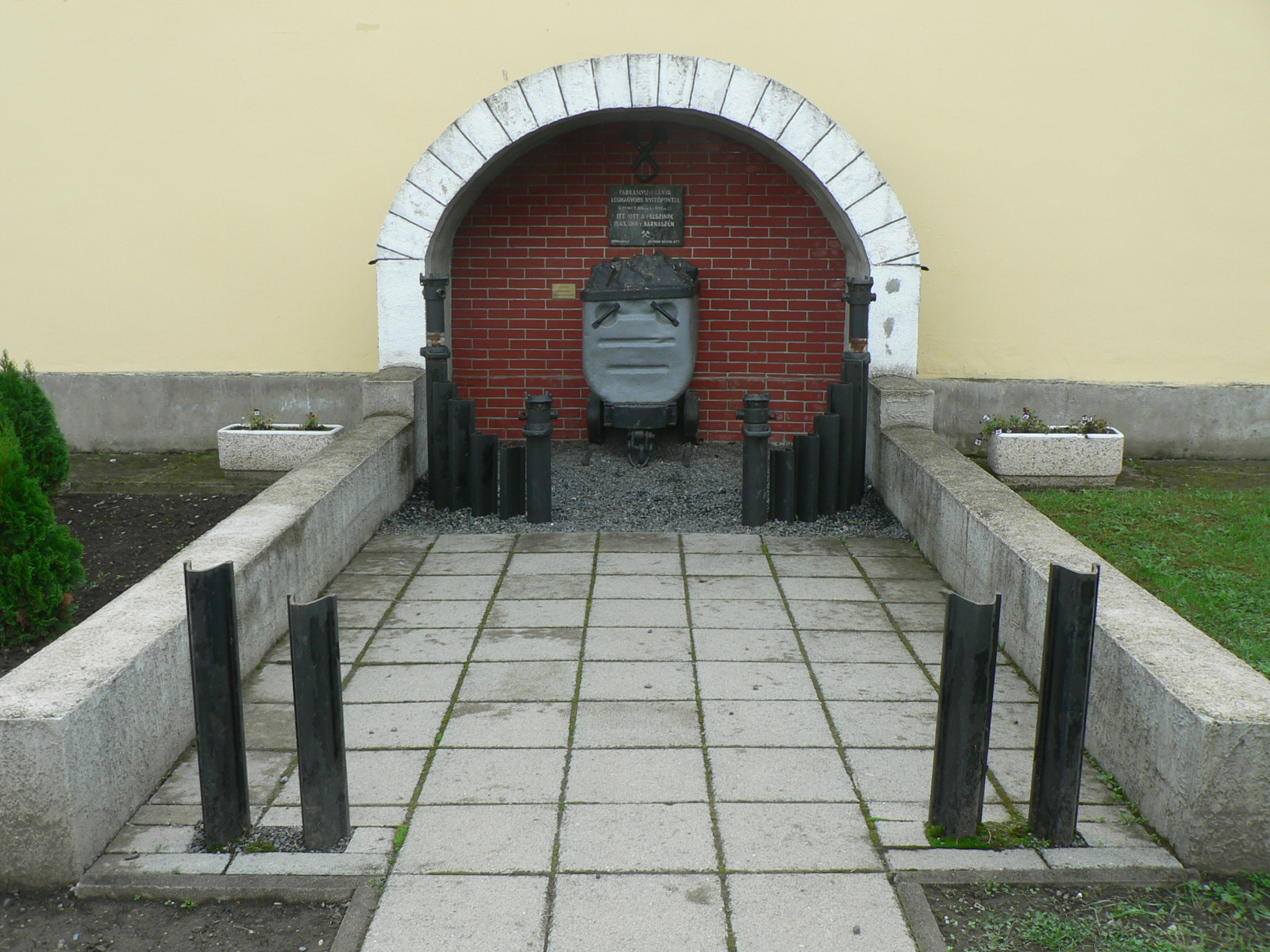
Az utolsó működő farkaslyuki táró emlékhelye, amit 2012-ben áthelyeztek a bányász emlékparkba
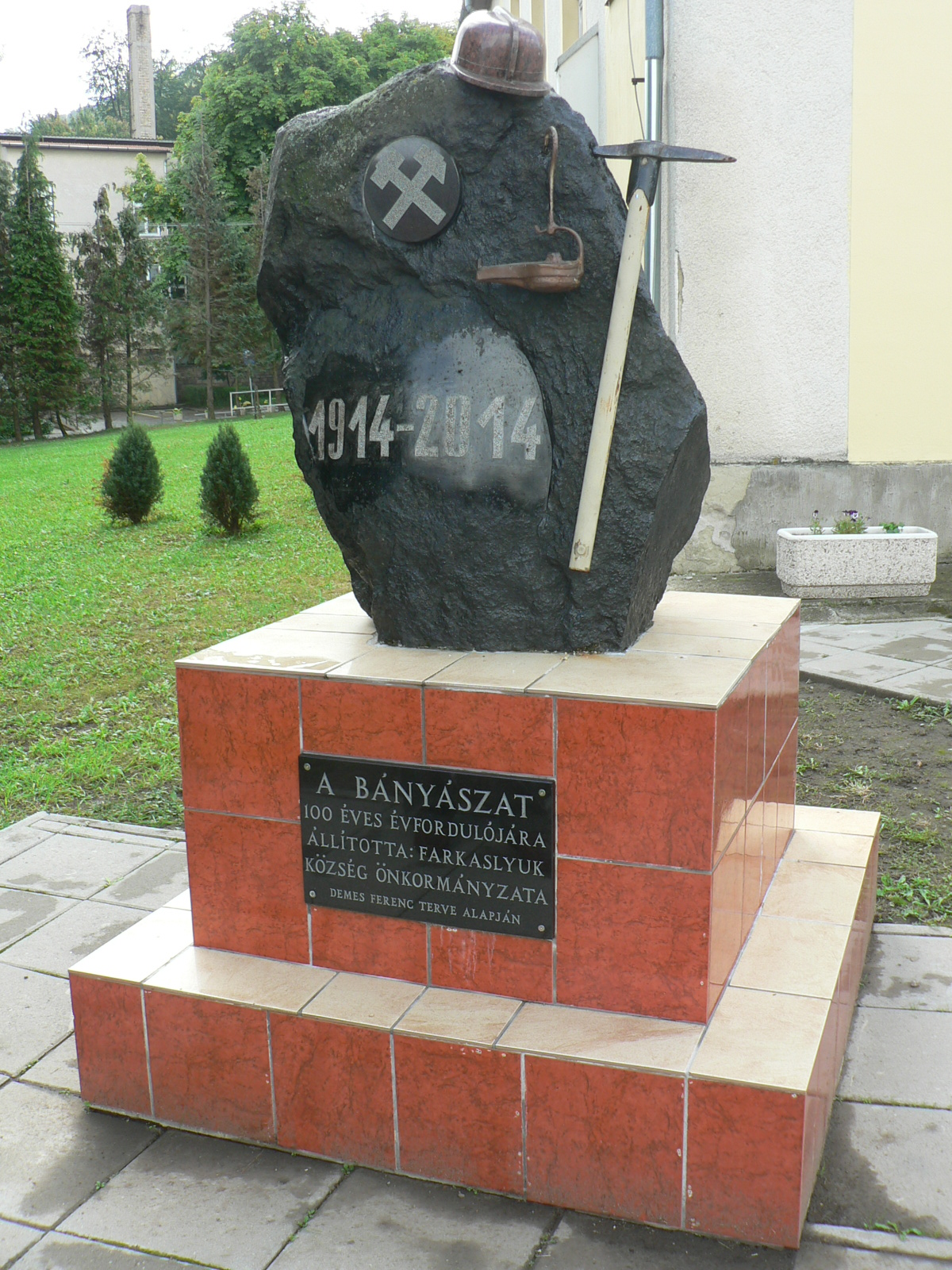
A százéves farkaslyuki bányászkodás emlékműve az emlékparkban
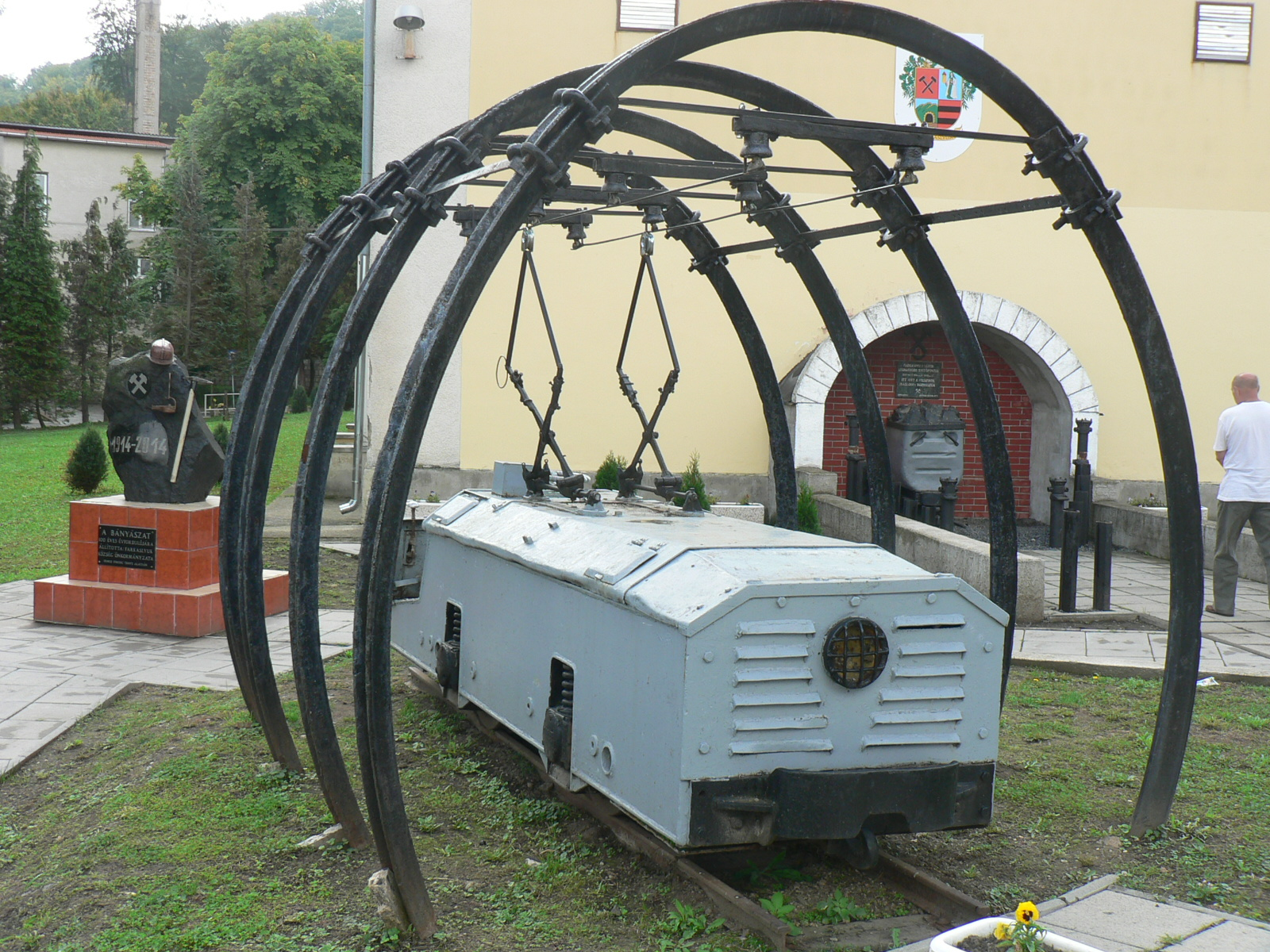
Ipari műemlék bányamozdony a farkaslyuki bányász emlékparkban
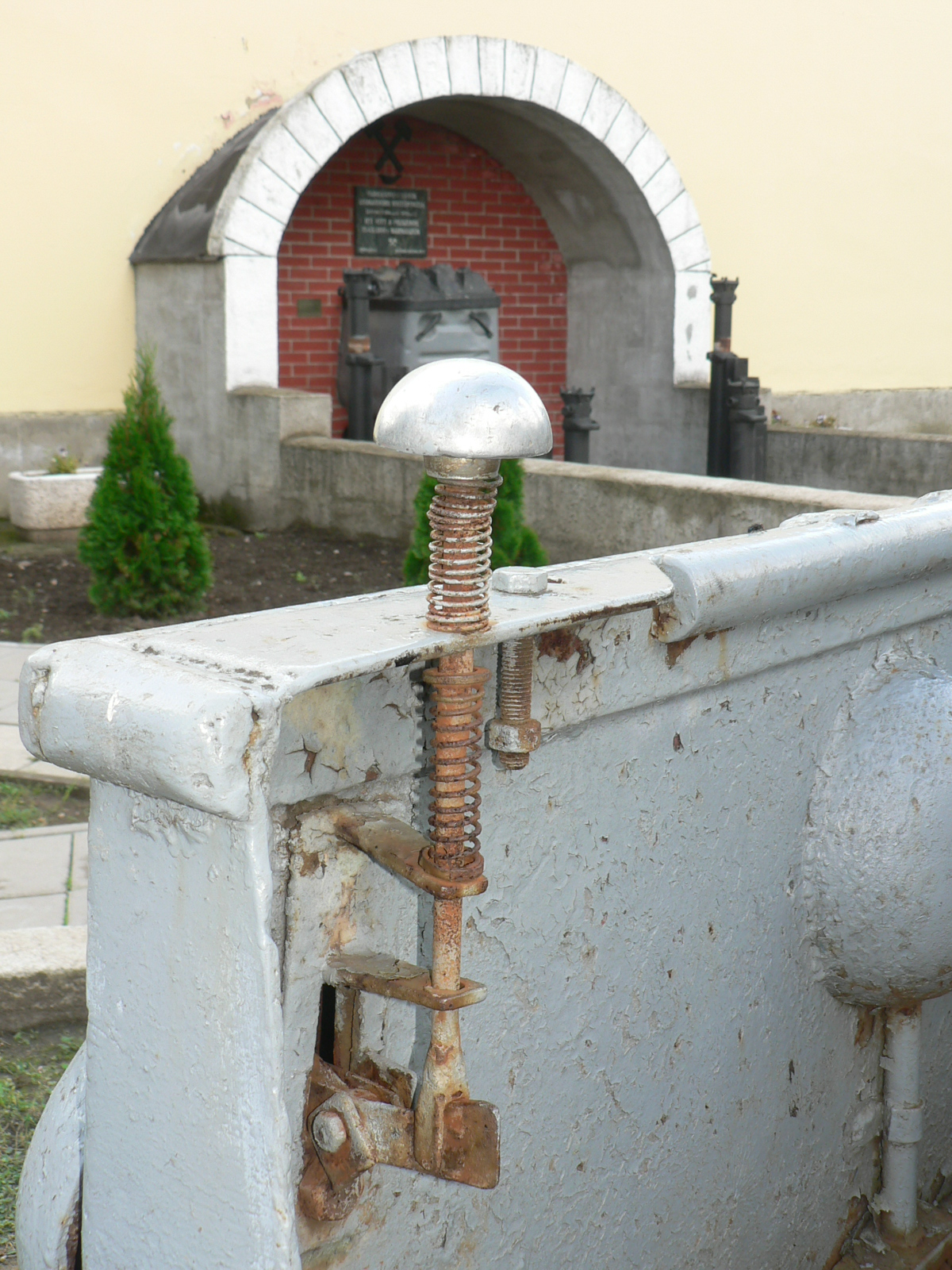
Az előbbi mozdony csengője, a háttérben a Gyürky Gyula-táró emlékhelyével
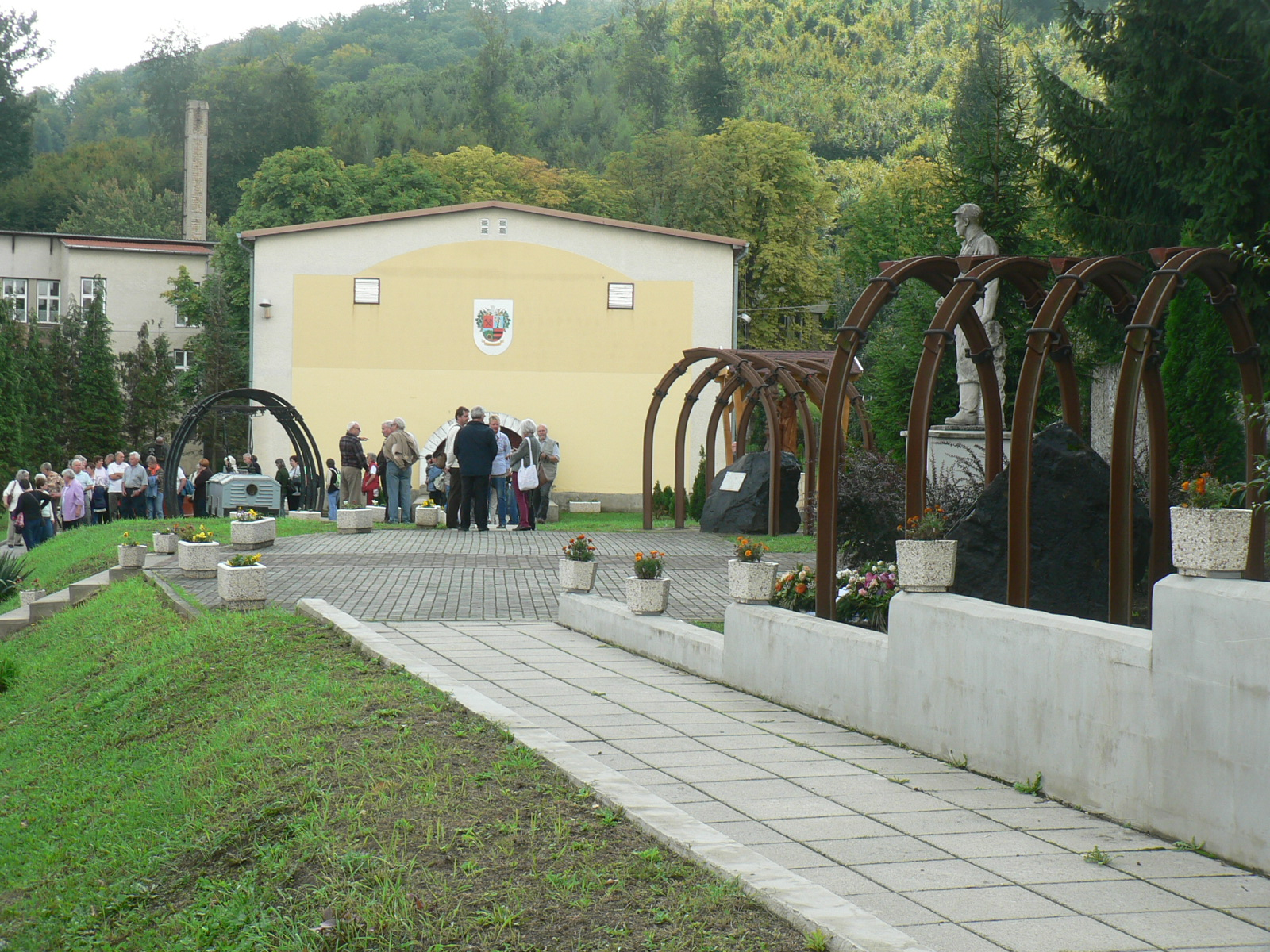
A Demes Ferenc által tervezett emlékpark távlati képe
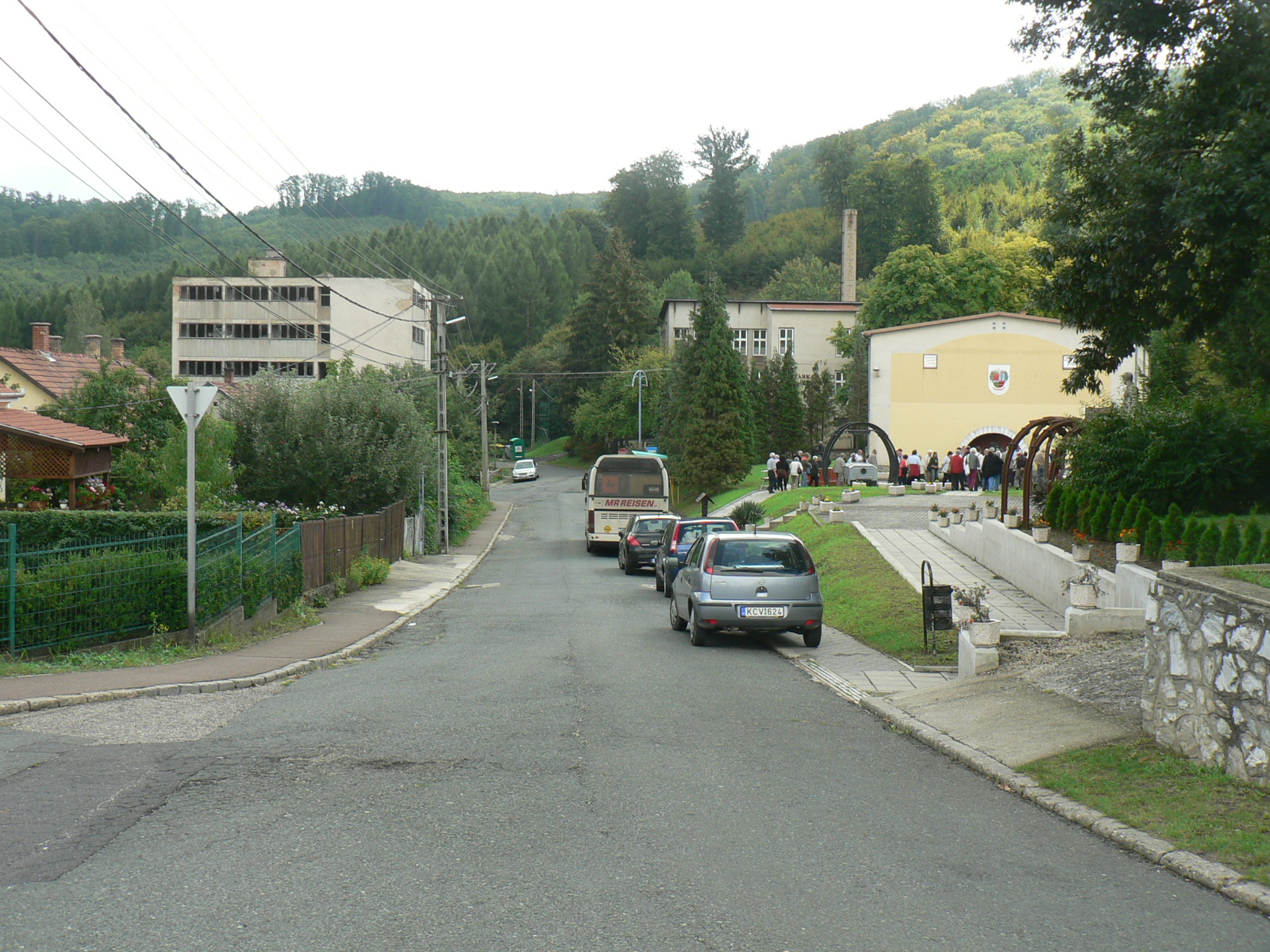
Az emlékpark az egykori bányaigazgatósági épülettel
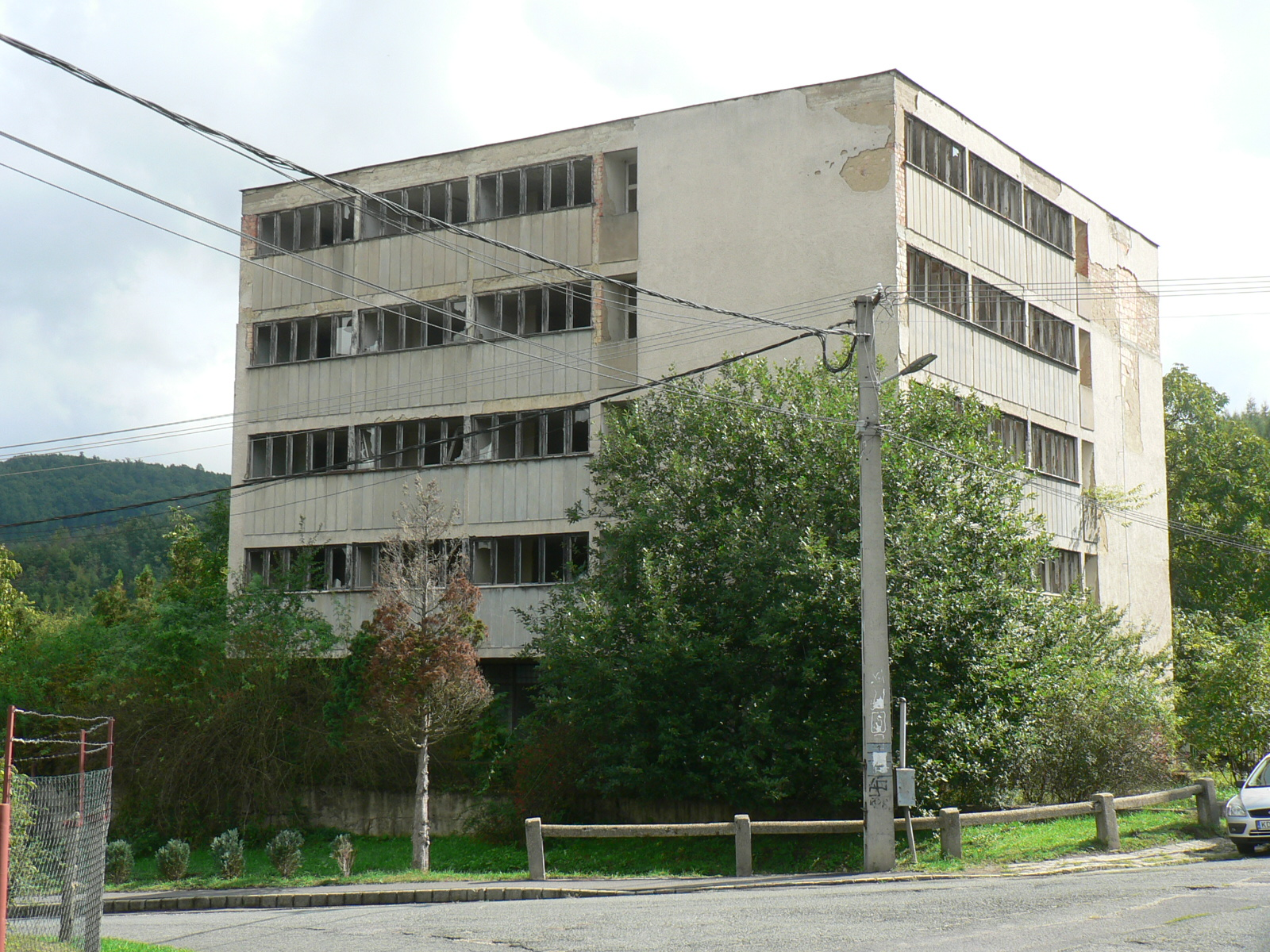
Az egykori farkaslyuki bánya régi munkásszállója, később igazgatósági épülete
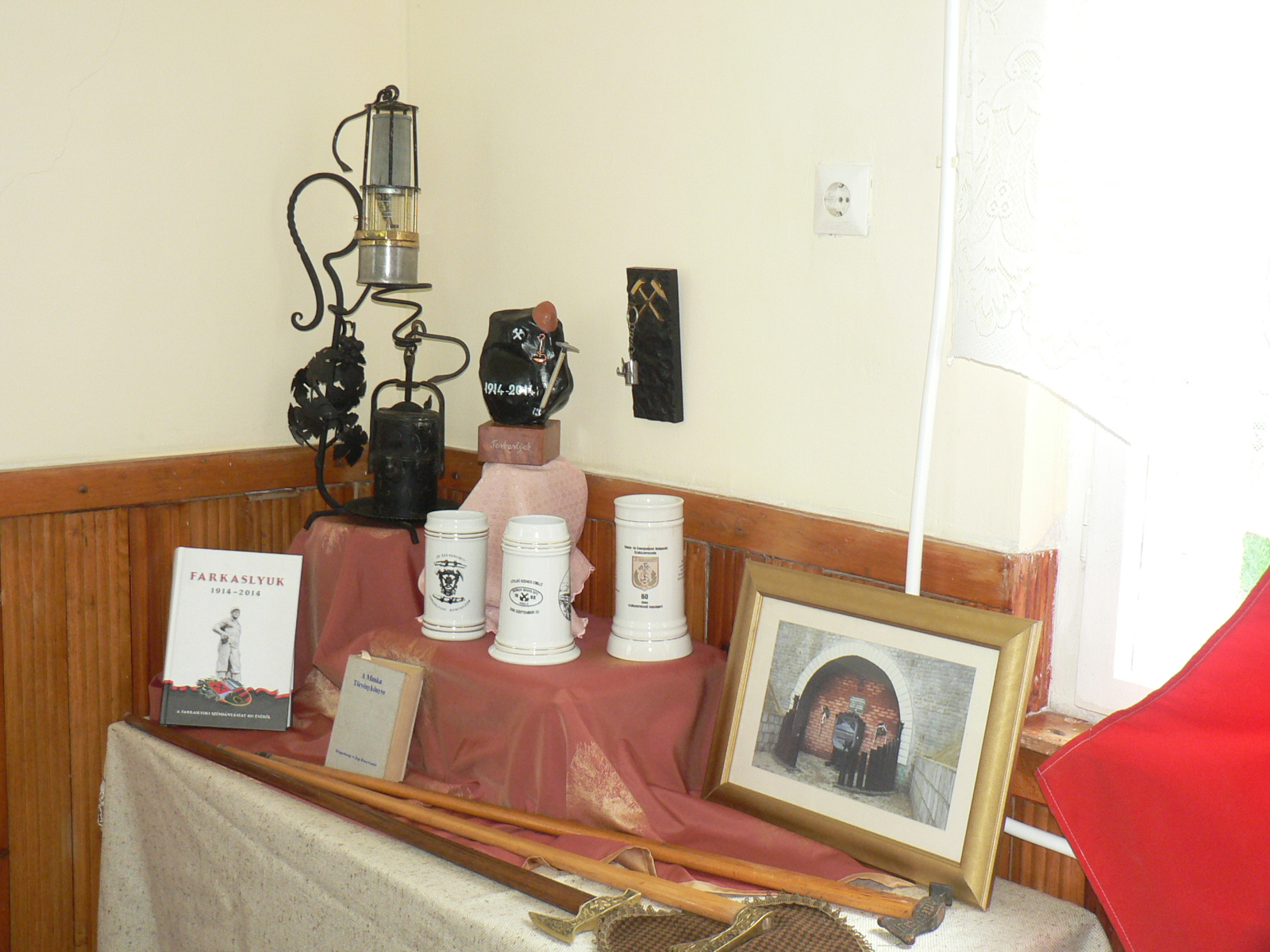
Bányász relikviák kiállítása a farkaslyuki sporttelep ebédlőjében
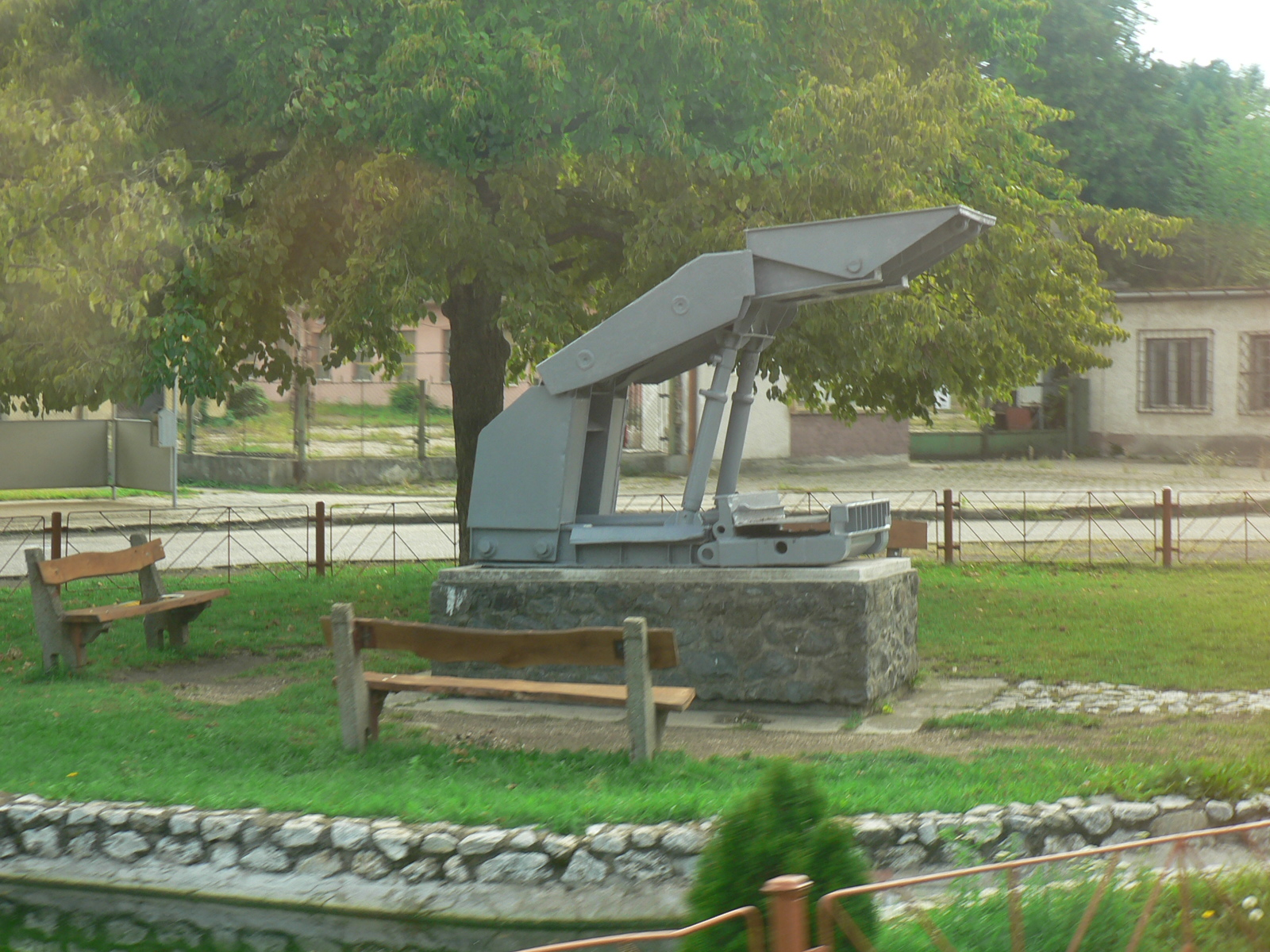
Egykori fúrópajzs, mint bányászemlékmű, a farkaslyuki Gyürky Gyula-táró nyitópontja közelében kialakított kis parkban
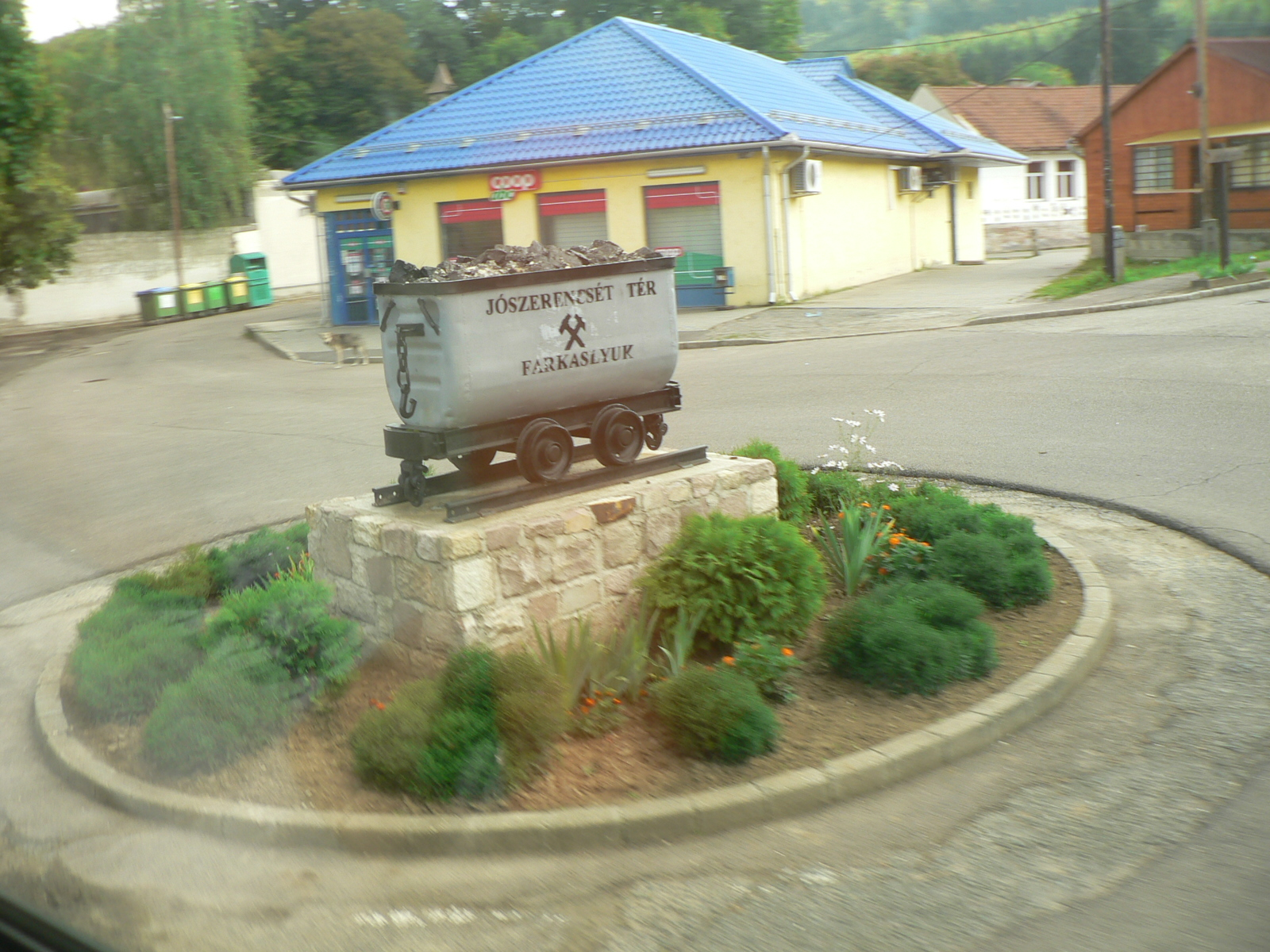
Régi csille, mint bányászemlékmű Farkaslyuk központjában